# Paul-Thérèse-David d'Astros
Paul-Thérèse-David d'Astros, francoski rimskokatoliški duhovnik, škof in kardinal, * 15. oktober 1772, Tourves, † 29. september 1851.

## Življenjepis
23. september 1797 je prejel duhovniško posvečenje.
4. marca 1820 je bil imenovan za škofa Bayonna; 29. maja je bil potrjen in 9. julija 1820 je prejel škofovsko posvečenje.
16. marca 1830 je bil imenovan za nadškofa Toulousa in 5. julija istega leta je bil potrjen.
30. septembra 1850 je bil povzdignjen v kardinala.